# Potamocoris
Genre
Synonymes
- Coleopterocoris Hungerford, 1942[2]

Potamocoris est un genre d'insectes aquatiques hémiptères du sous-ordre des hétéroptères (punaises), de l'infra-ordre des Nepomorpha, le seul genre de la famille des Potamocoridae. leur biologie est encore peu connue.  

## Description
Il s'agit de petites (2 à 3 mm) punaises aquatiques, à antennes s'étendant sur les côtés de la tête, au corps modérément convexe, ovale, faisant penser à des coléoptères. Le rostre est fin et atteint le prosternum. Elles portent de soies érigées sur les côtés de la tête, du pronotum et des cories. Les fémurs antérieurs sont à peine élargis, avec le tibia et les tarses opposables. Les pattes médianes et postérieures ne sont pas particulièrement modifiées pour la nage. Les tarses antérieurs n'ont qu'un seul segment, les médians et les postérieurs en ont deux,. 

## Répartition
Ce genre se rencontre en Amérique centrale et du Sud.  

## Systématique
Le genre Potamocoris contient 11 espèces.  
Le genre Coleopterocoris Hungerford 1942, a été synonymisé avec Potamocoris Hungerford 1941 après la découverte que des espèces de ce dernier présentaient un polymorphisme alaire, et que ce qu'on croyait une différence de genre n'était qu'une différence de forme. 
Après cette synonymisation, le genre est le seul de la famille des Potamocoridae. Celle-ci fait partie de la super-famille des Naucoroidea, alors que certains auteurs en avait fait une autre super-famille avec les Aphelocheiridae, les Aphelocherioidea. 

### Liste d'espèces
Selon BioLib (15 avril 2022) :
- Potamocoris beckeri La River, 1950
- Potamocoris hungerfordi (De Carlo, 1968)
- Potamocoris isbiru Polhemus, D. & Carrie, 2013
- Potamocoris kleerekoperi (Hungerford, 1942)
- Potamocoris nelsoni (Longo, Ribeiro & Nessimian, 2005)
- Potamocoris nieseri van Doesburg, 1984
- Potamocoris parvus Hungerford, 1941
- Potamocoris plaumanni (De Carlo, 1968)
- Potamocoris robustus La Rivers, 1969
- Potamocoris sitesi Herrera & Springer, 2014
- Potamocoris usingeri (De Carlo, 1968)